# TVC (Potiraguá)
TVC (também chamada de Canal TVC) é uma emissora de televisão brasileira sediada em Potiraguá, cidade do estado da Bahia. Opera no canal 21 UHF digital e pertence à Arruda Comunicação Independente, de propriedade do empresário Gel Arruda. Inaugurada em 2021, é a única estação de televisão que opera sem outorga na Bahia.

## História
Em 31 de março de 2021, foi anunciada a criação da TVC pela Arruda Comunicação Independente, pertencente ao empresário Gel Arruda, sendo a primeira emissora de televisão da cidade de Potiraguá. A emissora iniciou suas operações pelo canal 21 UHF digital em 7 de abril, em caráter experimental. Entrou no ar sem outorga ou autorização da ANATEL para operar na cidade, mas sua criação teve apoio da prefeitura do município.
A inauguração oficial da emissora foi realizada em 16 de abril, por meio de uma cerimônia na Câmara Municipal de Potiraguá. Em 20 de julho, a TVC estreou o programa TVC Agora!, o primeiro jornalístico ao vivo, apresentado pelo proprietário Gel Arruda e exibido no início da noite.
Em 28 de maio de 2022, a TVC ampliou a potência do transmissor, passando a atingir o distrito de Itaimbé. A emissora anunciou a ação como uma "parceria" com o projeto Digitaliza Brasil, promovido pelo Governo Federal para ativar repetidoras digitais de televisão em cidades interioranas do Brasil. O programa, no entanto, não tem nenhum registro de atuação na cidade de Potiraguá, além da estação seguir sem concessão para operar.

## Sinal digital
| Canal virtual | Canal digital | Resolução de tela | Programação        |
| ------------- | ------------- | ----------------- | ------------------ |
| 12.1          | 21 UHF        | 1080i             | Programação da TVC |
| 21.1          | 21 UHF        | 1080i             | Programação da TVC |

A TVC foi a primeira emissora a ativar um sinal de televisão digital em Potiraguá. Até então, a cidade contava exclusivamente com uma repetidora analógica da TV Santa Cruz. Iniciou suas atividades transmitindo em alta definição. A emissora opera tanto no canal 21.1 quanto no subcanal 12.1.

## Programas
A TVC produz e exibe os seguintes programas:
- Cine TVC: Sessão de filmes;
- Politicando: Jornalismo político, com Paulo José;
- Resenha Esportiva: Jornalismo esportivo, com Magno Araújo e Tanye Santos;
- Top Gospel: Religioso, com Lamarques Oliveira;
- TVC Agora!: Jornalístico, com Gel Arruda;
- TVC Kids: Infantil;

Outros programas compuseram a grade da emissora e foram descontinuados:
- Buteco Vip
- Luana Responde
- Potiraguá em Destaque